# Британська комісія з питань боксу (BBBofC)
Британська комісія з питань боксу (BBBofC) є керівним органом професіонального боксу у Сполученому Королівстві Великої Британії та Північної Ірландії. Була утворена у 1929 році зі старого Національного спортивного клубу і має штаб-квартиру в Кардіффі.

## Ради
Комісія поділила країну на 7 територіальних рад:
1. Шотландська
2. Північної Ірландії
3. Уельса
4. Північного района
5. Центрального района
6. Південного района
7. Внутрішнього района

## Чемпіони
Комісія визначає переможців національних титулів у кожній ваговій категорії:
- Великої Британії (англ. British)
- Англії (англ. English)
- Кельтський (англ. Celtic)

## Пояс Лонсдейла
Комісія також санкціонує бої за найпрестижніший титул британського боксу: пояс Лонсдейла.
Пояс Лонсдейла присуджується чемпіону Великої Британії у кожній ваговій категорії, і щоб заволодіти ним треба провести принаймні три захисти титулу чемпіона проти британських претендентів.

## Підрахунок очок
Комісія відома своєю унікальною системою підрахунку очок. За винятком поєдинків за титул (де бій оцінюється трьома суддями, жоден з яких не є рефері в ринзі), рефері є єдиним суддею. Після бою (якщо поєдинок дійшов до підрахунку очок) рефері передає своє рішення журі і оголошується переможця, після чого рефері піднімає руку переможця, — або, в разі нічиєї, руки обох боксерів.

## Музей
Штаб-квартира комісії включає в себе музей пам'яток боксу.